# Van Hool AG280
De Van Hool AG280 is een type gelede bus van de Belgische fabrikant Van Hool. De bussen hebben drie deuren, maar konden ook in vier deuren geleverd worden. De bus was de voorloper van de AG700, die uit de AG280/3 is ontwikkeld. Naast een gewone dieselversie werd ook een trolleyversie gebouwd. Deze kreeg het typenummer AG280T.

## Technische specificaties
| Typeaanduiding       | AG280                    | AG280                    | AG280                    | AG280                                        | AG280                                        |
| -------------------- | ------------------------ | ------------------------ | ------------------------ | -------------------------------------------- | -------------------------------------------- |
| Carrosserie          | Van Hool AG280           | Van Hool AG280/1         | Van Hool AG280/2         | Van Hool AG280/3                             | Van Hool AG280/4                             |
| Chassis              | Van Hool A280            | Van Hool AG280/1         | Van Hool AG280/2         | Van Hool AG280/4                             | Van Hool AG280/3                             |
| Motor                | Man D2566 MTH            | Man D2566 MTH            | Man D2566 MTH            | Daf DKTD 1160V Daf DKTD 1160VS Man D2566 MTH | Daf DKTD 1160V Daf DKTD 1160VS Man D2566 MTH |
| Versnellingsbak      | Automaat Voith D854      | Voith D854 B4N21         | Voith D851               | Voith ZF 5HP500 Voith 863.2 Voith 863 D864   | Voith ZF 5HP500 Voith 863.2 Voith 863 D864   |
| Totale lengte        | 17 350 mm                | 17 350 mm                | 17 955 mm                | 17 860 mm                                    | 17 860 mm                                    |
| Totale breedte       | 2 490 mm                 | 2 490 mm                 | 2 490 mm                 | 2 490 mm                                     | 2 490 mm                                     |
| Hoogte               | 2 955 mm                 | 3 180 mm                 | 3 200 mm                 | 2 955 mm                                     | 2 955 mm                                     |
| Wielbasis            | 5 150 mm + 7 075 mm      | 5 150 mm + 7 075 mm      | 5 150 mm + 7 075 mm      | 5 150 mm + 7 075 mm                          | 5 150 mm + 7 075 mm                          |
| Aantal deuren        | 3 - 4                    | 3 - 4                    | 3 - 4                    | 3 - 4                                        | 3 - 4                                        |
| Aantal zitplaatsen   | 44 t/m 61 personen       | 44 t/m 61 personen       | 44 t/m 61 personen       | 44 t/m 61 personen                           | 44 t/m 61 personen                           |
| Aantal staanplaatsen | 71 t/m 130 personen      | 71 t/m 130 personen      | 71 t/m 130 personen      | 71 t/m 130 personen                          | 71 t/m 130 personen                          |
| Capaciteit           | ca. 132 t/m 174 personen | ca. 132 t/m 174 personen | ca. 132 t/m 174 personen | ca. 132 t/m 174 personen                     | ca. 132 t/m 174 personen                     |

## Inzet
De AG280 werd vooral in België ingezet. In België was NMVB de grootste afnemer. Daarnaast kochten enkele exploitanten, MIVB en STIL nog enkele exemplaren. Later gingen de exemplaren van de NMVB en STIL over naar De Lijn en TEC. Nadat de bussen uit dienst waren gegaan werden enkele exemplaren geëxporteerd naar andere landen, zoals Rusland, o.a. de 2133 en 5752 hadden een tweede leven in de buurt van Panza.  De 5752 werd ontdaan van zijn aanhangwagen en harmonica, en aan de trekker werd de laatste deur van deze aanhanger aangelast zodat de 5752 zijn laatste jaren rondreed als gewone bus met drie deurparen in plaats van als gelede bus met vier deurparen.
| Bedrijf | Type    | Serie       | Aantal | Jaar        | Inzet                 | Opmerking |                                                 |
| België  | België  | België      | België | België      | België                | België |                                                 |
| ------- | ------- | ----------- | ------ | ----------- | --------------------- | --- | ----------------------------------------------- |
| De Lijn | AG280/3 | 2100-2142   | 43     | 1986        | Verschillende regio's | ex-NMVB buiten dienst 2133 is geëxporteerd naar Rusland.                                                                            |                                                 |
| De Lijn | AG280/4 | 2184-2201   | 18     | 1988        | Verschillende regio's | ex-NMVB buiten dienst |                                                 |
| De Lijn | AG280/4 | 2207-2208   | 2      | 1988        | Verschillende regio's | ex-NMVB buiten dienst |                                                 |
| De Lijn | AG280/4 | 2234-2254   | 21     | 1988 - 1989 | Limburg               | ex-NMVB buiten dienst |                                                 |
| De Lijn | AG280   | 2330        | 1      | 1979        | Verschillende regio's | prototype ex-NMVB buiten dienst |                                                 |
| MIVB    | AG280/2 | 8801-8825   | 25     | 1985        | Brussel               | buiten dienst |                                                 |
| NMVB    | AG280/4 | 751-761     | 11     | 1986        | Luik - Verviers       | naar TEC |                                                 |
| NMVB    | AG280/3 | 2100-2142   | 43     | 1986        | Verschillende regio's | naar De Lijn |                                                 |
| NMVB    | AG280/4 | 2184-2208   | 25     | 1988        | Verschillende regio's | 2184 - 2201, 2207 - 2208 naar De Lijn 2202 - 2206 naar TEC                                                                          |                                                 |
| NMVB    | AG280/4 | 2234-2254   | 21     | 1988 - 1989 | Limburg               | Naar de Lijn |                                                 |
| NMVB    | AG280   | 2330        | 1      | 1979        | Verschillende regio's | prototype naar de Lijn Na sloop in 1999 werd het radiatorrooster met koplampen gemonteerd op 5768                                   |                                                 |
| NMVB    | AG280/1 | 5740-5795   | 56     | 1981        | Oost-Vlaanderen       | 5740 - 5755, 5766 - 5795 naar De Lijn 5756 - 5765 naar TEC 5768 kreeg in 1999, na een ongeluk de radiatorrooster van prototype 2330 | 5752 naar Rusland en amputatie van aanhangwagen |
| STIL    | AG280/1 | 701 -703    | 3      | 1981        | Luik                  | proefbus naar TEC |                                                 |
| STIL    | AG280/2 | 704 - 723   | 20     | 1984        | Luik                  | naar TEC |                                                 |
| STIL    | AG280/3 | 724 - 740   | 17     | 1986        | Luik                  | naar TEC |                                                 |
| TEC     | AG280/1 | 701 -703    | 3      | 1981        | Luik                  | proefbus ex-STIL buiten dienst |                                                 |
| TEC     | AG280/2 | 704 - 723   | 20     | 1984        | Luik                  | ex-STIL buiten dienst |                                                 |
| TEC     | AG280/3 | 724 - 740   | 12     | 1986        | Luik                  | ex-STIL enkeling zijn overgezet naar Waals-Brabant en omgenummerd buiten dienst                                                     |                                                 |
| TEC     | AG280/4 | 751 - 761   | 11     | 1986        | Luik - Verviers       | ex-NMVB buiten dienst |                                                 |
| TEC     | AG280/1 | 3501 - 3510 | 10     | 1981        | Henegouwen            | ex-NMVB 5756 - 5765 buiten dienst                                                                                                   |                                                 |
| TEC     | AG280/4 | 3551 - 3555 | 5      | 1988        | Henegouwen            | ex-NVMB 2202 - 2206 buiten dienst                                                                                                   |                                                 |
| TEC     | AG280/1 | 5756 - 5765 | 10     | 1981        | Oost-Vlaanderen       | ex-NMVB 5756 - 5765 buiten dienst                                                                                                   |                                                 |
| TEC     | AG280/3 | 6195 - 6199 | 5      | 1986        | Waals-Brabant         | ex-STIL 724 - 740 buiten dienst |                                                 |